# Klaus Naumann
Klaus Naumann (n. en Múnich el 25 de mayo de 1939) es un general alemán, fue uno de los responsables de tomar las decisiones durante la crisis de la guerra de Kosovo.

## Biografía
Klaus Naumann nació en Múnich , el 25 de mayo de 1939 y se unió a la Bundeswehr después de su graduación de la escuela secundaria en 1958. Nombrado segundo teniente de artillería, su educación militar incluye, además, la asistencia en el 13 º Ejército del Estado Mayor General Curso de Formación en el Comando de las Fuerzas Armadas Federales y de Estado Mayor en Hamburgo, y el curso de 1983 en el Real Colegio de Estudios de Defensa en Londres.
Ascendido a general de brigada el 1 de abril de 1986, se convirtió en jefe de Estado Mayor (planificación) , seguido de una misión de dos estrellas como jefe adjunto del Estado Mayor ( asuntos político- militares y operaciones ) tanto en el Armed Forces Staff, MOD en Bonn.
A partir de entonces , el General Naumann fue comandante general de I Cuerpo en Münster desde donde fue trasladado al puesto de jefe de Estado Mayor de las Fuerzas Armadas Federales de Alemania, el 1 de octubre de 1991. Fue ascendido a general de cuatro estrellas en ese mismo día y mantuvo esa posición hasta el 14 de febrero de 1996.
Elegido el presidente del Comité Militar del Atlántico Norte por el Estado Mayor de la Defensa de la OTAN en su reunión de diciembre de 1994, General de Naumann asumió el nombramiento el 14 de febrero de 1996.

## Premios y condecoraciones militares
- Cruz del Comandante del Mérito de la República Federal de Alemania
- Cruz de Oro de Honor de las Fuerzas Armadas Federales
- Gran Oficial de la Legión de Honor (Francia)
- Gran Cruz de la Orden del Mérito Militar con Distintivo Blanco ( España )
- Caballero Comandante de la Orden del Imperio Británico (mil) (Reino Unido)
- Grootofficier en de Kroonorde (Bélgica )
- Cruz de Comendador de la Legión de Mérito (EE. UU.)
- Gran Cruz de 2 ª Clase de la Orden del Mérito de la República de Austria
- Kommandor m / Stjerne av den Kongelige Norske Fortjenstorden (Noruega)
- Gran Oficial de la Orden de Leopoldo (mil) (Bélgica)
- Grootofficier en de Orde van Oranje -Nassau (Holanda)
- Gran Cruz de la Orden del León de Finnland del Comandante

## Vida privada
General Naumann está casado con Barbara Linke. Tienen una hija y un hijo. Sus intereses incluyen la política y la historia contemporánea, historia del arte, con énfasis en la antigüedad mediterránea, culturas centroamericanas, la fotografía, la calabaza y el windsurf.
Él es un apasionado golfista.